# Malatyaspor
Malatyaspor ist ein türkischer Fußballverein. Der Verein wurde 1966 in Malatya gegründet. Die Spiele werden im 17.000 Zuschauer fassenden Malatya İnönü Stadı ausgetragen. Malatyaspor spielte in den 1980er und 2000er Jahren insgesamt elf Spielzeiten in der Spor Toto Süper Lig und befindet sich in deren Ewigen Tabelle auf dem 30. Platz. Die größten Erfolge der Vereinsgeschichte sind ein dritter Tabellenplatz in der Saison 1987/88 und ein fünfter Tabellenplatz in der Saison 2002/03. Der Verein steht in keiner Weise in Beziehung zu Yeni Malatyaspor und konkurriert mit diesem. Vielmehr ist Malatyaspor seit Mitte der 2000er Jahre Übernahmebestrebungen von Yeni Malatyaspor ausgesetzt.

## Geschichte

### Vereinsgründung und die ersten Jahre
Malatyaspor wurde 1966 in Malatya gegründet und nahm ein Jahr später in der zweithöchsten türkischen Spielklasse, der heutigen TFF 1. Lig, am Wettbewerb teil. Bereits zum Ende der ersten Saison stieg der Verein in die dritthöchste türkische Spielklasse, in die heutige TFF 2. Lig, ab. Nachdem man bis zum Sommer 1973 in dieser Liga gespielt hatte, stieg man durch die gewonnene Meisterschaft wieder in die TFF 1. Lig auf. Hier nahm der Verein die nachfolgenden vier Spielzeiten am Wettbewerb teil, spielte aber überwiegend gegen den Abstieg. Zum Sommer 1977 stieg der Verein letztlich erneut in die TFF 2. Lig ab. Zur Saison 1980 entschied der türkische Fußballbund den türkischen Profifußball auf zwei Ligen zu begrenzen und legte zur anstehenden Spielzeit die Ligen TFF 2. Lig und TFF 1. Lig zusammen. Dadurch spielte Malatyaspor wieder zweitklassig.

### Erster Aufstieg in die Süper Lig und die erfolgreichste Saison
Anfang der 1980er Jahre übernahm der Mäzen Nurettin Soykan den hochverschuldeten Verein und wurde Vereinspräsident. Binnen weniger Monate finanzierte er aus eigener Tasche ein komplett neues Trainingsgelände und baute eine neue Mannschaft bestehend aus gestandenen Spielern und jungen Talenten. Darüber hinaus wurde der Verein auch dadurch gefördert, dass der damals amtierende Ministerpräsident der Türkei, Turgut Özal, aus der Provinz Malatya stammt und diese in allen Gebieten unterstützte. Für die Saison 1982/83 engagierte man viele Spieler aus der Süper Lig und ging mit dem erklärten Ziel der Meisterschaft in die Saison. Dieses Ziel verfehlte man und erreichte zum Saisonende den dritten Tabellenplatz. Um das Ziel Meisterschaft und damit den Aufstieg in die Süper Lig zu erreichen, wurde erneut in die Mannschaft investiert. Medienberichten zufolge investierte der Klubpräsident Soykan bis zum Oktober 1983 15.000.000 türkische Lire in die Mannschaft. Diese Investitionen zeigten Wirkung. Unter der Leitung des Cheftrainers Nihat Atacan wurde Malatyaspor erst Herbstmeister und anschließend ohne eine Niederlage souverän Meister der TFF 1. Lig. Damit erreichte man das erste Mal in der Vereinsgeschichte die Teilnahme an der höchsten türkischen Spielklasse, der Süper Lig. Zum Saisonende wurde Malatyaspor vom türkischen Fußballverband zur erfolgreichsten Mannschaft der Liga gekürt und der Trainer Nihat Atacan zum erfolgreichsten Trainer der Saison.
Die Vorbereitungen für die kommende Saison begann Malatyaspor bereits Wochen vor dem offiziellen Saisonende unmittelbar nach der gewonnenen Meisterschaft. Der Verein versuchte vergeblich namhafte Spieler von den drei großen Vereinen Beşiktaş Istanbul, Fenerbahçe Istanbul und Galatasaray Istanbul zu verpflichten. Dabei scheiterten die Verpflichtungen nicht an der geforderten Summe, sondern vielmehr an der Tatsache, dass keiner der Stars in der Provinz spielen wollten.
Schließlich begnügte man sich mit den Spielern der restlichen Erstligateams und holte u. a. Malik Gençalp, Çetin Aslan, Eren Talu, Oktay Çevik, Cavit Kurucu. In der Süper Lig spielte der Verein die ersten beiden Spielzeiten gegen den Abstieg und festigte in der dritten Süper-Lig-Saison seine Rolle mit dem sechsten Tabellenplatz. Während dieser vergangenen drei Spielzeiten baute man kontinuierlich an einer schlagkräftigen Mannschaft. Zum Sommer 1985 verpflichtete man von Fenerbahçe den Nationalspieler Sedat Karaoğlu, von Galatasaray den Nationalspieler Metin Yıldız und von Gaziantepspor den Shootingstar Bünyamin Süral. Zu Saisonbeginn 1986/87 verpflichtete man von den amtierenden Nationaltorwart Yaşar Duran, von Galatasaray den Youngstar Adnan Esen. Fener verpflichtete man zum Saisonende den neuen Trainer Yılmaz Vural.
Entsprechend den Direktiven von Vural verpflichtete der Verein für die Saison 1987/88 den Nationalspieler Ceyhun Güray und den viel-gehandelten Youngstar Ünal Karaman. Mit dieser verstärkten Mannschaft setzte sich Malatyaspor früh an der Tabellenspitze fest. Dabei gelangen der Mannschaft überraschende Heimsiege gegen die sogenannten Drei Großen des türkischen Fußballs, gegen die drei großen Istanbuler Klubs Beşiktaş, Fenerbahçe und Galatasaray. Nach einer Serie von Punktverlusten fiel die Mannschaft aber leicht von der Tabellenspitze ab und der Trainer Vural begann daraufhin immer mehr in Frage gestellt. Unmittelbar nach der 2:7-Heimniederlage gegen Adana Demirspor verließ Vural schließlich den Verein und wurde durch Özkan Akbulut ersetzt. Dieser Trainer führte die Mannschaft wieder auf die Erfolgsspur. Unter seiner Führung wurde die Saison mit einem 5:3-Heimsieg über Beşiktaş beendet und mit dem dritten Tabellenplatz die beste Erstligaplatzierung der Vereinsgeschichte erreicht.
Motiviert durch den dritten Tabellenplatz investierte der Verein für die anstehende Saison weiter in die Mannschaft. So verpflichtete man den brasilianischen Nationaltorhüter Carlos Roberto Gallo und den brasilianischen Nationalspieler Serginho Chulapa. Als Trainer wurde erneut Nihat Atacan engagiert. Die Saison verlief für den Verein eher enttäuschend, sodass man hinter den Erwartungen zurückblieb. Atacan wurde bereits nach einer 6:0-Niederlage gegen Galatasaray nach dem 3. Spieltag entlassen und durch İsmail Tekin ersetzt. Tekin wiederum betreute die Mannschaft nur acht Spieltage und übergab sein Amt Özkan Akbulut. Nachdem man unter diesem Trainer 6:1 gegen Fenerbahçe verloren hatte, trennte man sich auch von diesem Trainer und ersetzte ihn durch den Deutschen Jürgen Sundermann. Am Saisonende belegte Malatyaspor einen enttäuschenden zwölften Tabellenplatz. Der einzige Lichtblick der Saison war die Leitung im türkischen Fußballpokal. Hier kam man bis ins Halbfinale, wo man auf Fenerbahçe traf. Das Hinspiel in Istanbul ging mit 0:1 verloren, das Rückspiel in Malatya konnte mit 2:1 gewonnen werden. Trotzdem schied der Verein wegen der Auswärtstorregel aus dem Wettbewerb aus. Dieses Resultat war bis dato das beste Ergebnis in diesem Wettbewerb. Entsprechend den Wünschen von Sundermann wurde an der Mannschaft der nächsten Saison gearbeitet. So wurden die deutschen Spieler Alf Fistler und Engelbert Buschmann verpflichtet. Auch die Saison 1989/90 blieb die Mannschaft weit hinter den Erwartungen. Trotz enttäuschender Ergebnisse hielt die Vereinsführung lange an Sundermann fest. Nach einer 4:0-Heimniederlage am 13. Spieltag gegen Galatasaray und einer Auswärtsniederlage gegen Adana Demirspor am 14. Spieltag wurde Sunderman letztendlich entlassen. Ihm folgte Ümit Turmuş. Auch mit diesem Trainer gelang es nicht, sich aus den Abstiegsplätzen zu befreien, so wurde am 24. Spieltag Fethi Demircan als Cheftrainer eingestellt. Demircan schaffte ebenfalls die erhoffte Leistungssteigerung nicht. Da die Süper Lig für die kommende Saison von 18 Mannschaften auf 16 reduziert werden sollte, mussten zum Saisonende statt der üblichen letzten drei die letzten fünf Mannschaften absteigen. So stieg der Verein mit dem erreichten 14. Tabellenplatz in die TFF 1. Lig ab. Nach dem Misserfolg legte der Vereinspräsident Nurettin Soykan das Amt nieder und wurde durch Metin Kaya Çağlayan ersetzt. Dieser behauptete, dass der unmittelbare Konkurrent im Abstiegskampf, Boluspor, mit Adana Demirspor sich abgesprochen haben und so den Abstieg Malatyaspors zustande gebracht hatten. Die Sache ging vor Gericht und blieb in letzter Instanz erfolglos. Im Januar 1991 wurde der zurückgetretene alte Präsident Nurettin Soykan wieder gewählt und arbeitete sofort an dem direkten Wiederaufstieg. Zum Saisonende wurde man Tabellenzweiter und verpasste den direkten Wiederaufstieg. Während der vergangenen Saison und auch davor wurden von der Fantribüne immer wieder Rufe laut die den Präsidenten Soykan zur Amtsniederlegung aufforderten. So trat Soykan erneut zurück, hob aber hervor, dass er den Verein schuldenfrei hinterlasse.

### Zweiter Aufstieg in die Süper Lig
Nach dem Weggang von Soykan blieb Malatyaspor lange Zeit erfolglos und spielte im mittleren Tabellenplatz der TFF 1. Lig. Am Ende der Saison 2000/01 schaffte es der Verein in die Play-offs der TFF 1. Lig. Hier kam man bis ins Finale und setzte sich hier nach Elfmeterschießen mit 4:2 gegen Sakaryaspor durch. So gelang nach zwölfjähriger Abstinenz wieder die Teilnahme an der Süper Lig.
In der ersten Süper-Lig-Saison schaffte der Verein sicher den Klassenerhalt. Die nachfolgende Saison 2002/03 verlief sehr erfolgreich. Der Verein hatte sich in der Vorsaison für den UEFA-Pokal qualifiziert. In der 1. Runde spielte er gegen den FC Basel aus der Schweiz. Nachdem das Hinspiel zu Hause mit 0:2 verloren ging, überraschte das Team im Rückspiel und führte nach 90 Minuten mit 2:0. In der Verlängerung gelang dem FC Basel der entscheidende Anschlusstreffer zum 1:2, womit Malatyaspor ausschied.
In derselben Saison gewann Malatyaspor das Viertelfinale des Fortis Türkiye Kupası gegen Galatasaray Istanbul mit 2:1 und zog in das Halbfinale ein, scheiterte dort aber am späteren Pokalsieger Trabzonspor mit 0:3. Die Saison wurde mit dem 5. Platz in der Süper Lig abgeschlossen.

### Freier Fall
In der Saison 2005/2006 erreichte Malatyaspor nur den 16. Platz in der türkischen Süper Lig und stieg in die zweitklassige Bank Asya 1. Lig ab. Die Saison 2008/2009 beendete Malatyaspor auf dem letzten Tabellenplatz der zweithöchsten Liga und stieg in die TFF 2. Lig (dritthöchste Spielklasse) ab.
Ende September 2012 belegte das Disziplinar-Komitee der FIFA Malatyaspor mit einer vierjährigen Transfersperre. Grund dieser Sperre ist ein nicht ausgezahlter Spielergehalt an den tschechischen Fußballspieler Jiří Mašek. Dieser spielte in der Spielzeit 2005/06 für Malatyaspor.
Im Sommer 2012 stieg der Klub in die Malatya 1. Amatör Ligi, der sechsthöchsten türkischen Spielklasse ab. In dieser Liga beendete die Mannschaft die Qualifikationsrunde mit einem 13-Punkte-Vorsprung als Tabellenerster und qualifizierte sich so für die Playoffs der Liga. Die Playoffs beendete die Mannschaft allerdings als Tabellenletzter und verfehlte so den Aufstieg in die Bölgesel Amatör Lig. In die nächste Saison der Malatya 1. Amatör Ligi startete der Verein denkbar schlecht und kämpfte bis zum letzten Spieltag der Qualifikationsrunde um den sicheren Klassenerhalt. Die Tabellen beendete die Mannschaft als Vorletzter und musste deswegen in einer dreier Play-out-Runde gegen den Abstieg spielen.

## Erfolge
- Tabellendritter der Süper Lig (1): 1987/88
- Tabellenfünfter der Süper Lig (1): 2002/03
- Meister der TFF 1. Lig (1): 1983/84
- Play-off-Sieger der TFF 1. Lig (1): 2000/01
- Aufstieg in die Süper Lig (2): 1983/84, 2000/01
- Meister der TFF 2. Lig (1): 1972/73
- Aufstieg in die TFF 1. Lig (2): 1972/73, 1979/80
- Halbfinalist im Türkischen Fußballpokal (3): 1986/87, 1988/89, 2002/03

## Ligazugehörigkeit
- 1. Liga: 1984–1990, 2001–2006
- 2. Liga: 1967–1968, 1973–1977, 1980–1984, 1990–2001, 2006–2009
- 3. Liga: 1968–1973, 1977–1980, 2009–2010
- 4. Liga: 2010–2011
- 5. Liga: 2011–2012
- 6. Liga: seit 2012

## Rekordspieler
| Rang                | Name             | Einsätze | Zeitraum  |
| ------------------- | ---------------- | -------- | --------- |
| 01.                 | Eren Talu        | 174      | 1984–1990 |
| 02.                 | Levent Numanoğlu | 157      | 1984–1990 |
| 03.                 | Oktay Çevik      | 154      | 1984–1989 |
| 04.                 | Feridun Özütok   | 144      | 1984–1990 |
| 05.                 | Mert Korkmaz     | 142      | 2001–2006 |
| 06.                 | Feyzullah Küçük  | 126      | 1986–1990 |
| 07.                 | Zeynel Limoncu   | 123      | 1986–1990 |
| 08.                 | Serkan Bensol    | 118      | 2001–2006 |
| 09.                 | Fazlı Ulusoy     | 101      | 2001–2004 |
| 09.                 | Fuat Akyüz       | 101      | 1984–1987 |
| 10.                 | Ünal Karaman     | 91       | 1987–1990 |
| 10.                 | Fuat Akyüz       | 91       | 1987–1990 |
| Stand: 4. März 2016 |                  |          |           |

| Rang                | Name             | Tor | Einsätze | Tor/Spiel |
| ------------------- | ---------------- | --- | -------- | --------- |
| 01.                 | Oktay Çevik      | 87  | 154      | 0,56      |
| 02.                 | Feyzullah Küçük  | 37  | 126      | 0,29      |
| 03.                 | Fazlı Ulusoy     | 30  | 101      | 0,3       |
| 04.                 | Ünal Karaman     | 23  | 91       | 0,25      |
| 05.                 | Atilla Birlik    | 16  | 48       | 0,33      |
| 06.                 | Cavit Kurucu     | 14  | 85       | 0,16      |
| 06.                 | Mithat Yavaş     | 14  | 85       | 0,16      |
| 06.                 | Feridun Özütok   | 14  | 144      | 0,1       |
| 06.                 | Levent Numanoğlu | 14  | 157      | 0,09      |
| 07.                 | Mert Korkmaz     | 12  | 142      | 0,08      |
| 08.                 | Sertan Eser      | 11  | 40       | 0,28      |
| 09.                 | Milan Osterc     | 10  | 26       | 0,38      |
| 09.                 | Haluk Turfan     | 10  | 28       | 0,36      |
| 09.                 | Tolga Seyhan     | 10  | 67       | 0,15      |
| 10.                 | Orhan Kapucu     | 9   | 26       | 0,35      |
| 10.                 | İsmail Akbaşlı   | 9   | 57       | 0,16      |
| Stand: 4. März 2016 |                  |     |          |           |

## Ehemalige bekannte Spieler
| - Ünal Karaman - Oktay Çevik - Şeyhmuz Suna - Feyzullah Küçük - Feridun Özütok - Bünyamin Süral - Metin Yıldız - Carlos Roberto Gallo - Serginho Chulapa - Éder Aleixo | - Ali Ucbaglar (Stoper Ali) - Mustafa Tasar - Hasan Şengün (Dobi Hasan) - Mert Korkmaz - İsmail Kurt - Tolga Seyhan - Celaleddin Koçak - Taner Demirbaş - Selim Özer - Norman Mapeza |

## Ehemalige Trainer (Auswahl)
| - İsmail Kurt 3 (August 1967 – Mai 1968) - Yılmaz Gökdel (? 1976 – ? 1977) - Nihat Atacan (August 1983 – Juni 1985) - Candan Dumanlı (September 1985 – März 1986) - Özkan Akbulut 1 (März 1986 – Juni 1986) - Octavian Popescu (August 1986 – September 1986) - Özkan Akbulut 1 (September 1986) - Özkan Sümer (Oktober 1986 – April 1987) - Yılmaz Vural (April 1987 – März 1988) - Özkan Akbulut 1 (März 1988 – Mai 1988) - Nihat Atacan (August 1988 – September 1988) - Özkan Akbulut (November 1988 – April 1989) - Jürgen Sundermann (April 1989 – Dezember 1989) - Ümit Turmuş (Dezember 1989 – März 1990) - Fethi Demircan (März 1990 – Mai 1990) - Zeynel Soyuer (Dezember 1990 – Januar 1991) - Fethi Demircan (Januar 1991 – Mai 1991) - Erdem Tuğal (August 1991 – November 1991) - Cüneyt Memişoğlu (Februar 1992 – Mai 1992) - Aldoğan Argon (Februar 1993 – Mai 1993) - Akif Başaran (April 1995 – Januar 1996) - Coşkun Demirbakan (September 1996 – Januar 1997) - Yücel İldiz (August 1997 – Mai 1998) | - Şenol Çorlu (August 1998 – September 1998) - Rıza Tuyuran (Oktober 1998 – Januar 1999) - Bünyamin Süral (Februar 1999 – Mai 1999) - Erkan Kural (September 1999 – Oktober 1999) - Yücel İldiz (Januar 2000 – September 2001) - Erdoğan Arıca (September 2001 – Oktober 2001) - Ziya Doğan (Oktober 2001 – Dezember 2003) - Mehmet Özdilek 2 (Januar 2004 – Mai 2004) - Aykut Kocaman (August 2004 – März 2005) - Feyyaz Uçar (August 2005 – September 2005) - Ziya Doğan (September 2005 – März 2006) - Ümit Kayıhan (März 2006 – Mai 2006) - Hikmet Karaman (Juli 2006 – August 2006) - İsmail Kartal (November 2006 – Mai 2007) - Kadir Özcan (Juli 2008 – November 2008) - Hamza Hamzaoğlu (November 2008 – März 2009) - Mustafa Taşar 1 (September 2009 – Oktober 2009) - Ercümend Coşkundere (Oktober 2009 – Februar 2010) - Hasan Koç (Februar 2010 – Mai 2010) - Mustafa Taşar 1 (September 2010 – Oktober 2010) - Mehmet Kaplan (Oktober 2010 – Dezember 2010) - Muharrem Zeyno (Oktober 2013 – ) |